# Partido Revolucionario de los Trabajadores de Namibia
El Partido Revolucionario de los Trabajadores (PRT, aunque entre 2009 y 2014 llevaron el nombre de Partido Comunista de Namibia) es un partido político namibio liderado por Attie Beukes y Harry Boesak.
El partido fue fundado por Attie Beukes en mayo de 1989 bajo su nombre actual. Se unió al Frente Democrático Unido (UDF), para establecer una coalición para participar  en las elecciones generales de 1989. El UDF logró obtener 4 escaños, en estas elecciones para la Asamblea Constituyente de Namibia.

## Resultados electorales

### 2004
Durante la elecciones generales de 2004, se PRT se unió con el SWANU, en una alianza entre partidos socialistas. La coalición obtuvo solamente 3.428 votos, por lo que no lograron obtener un solo escaño en la Asamblea Nacional.

### 2009
Bajo un nuevo nombre, el Partido Comunista de Namibia,  disputó las elecciones generales de 2009 para obtener escaños parlamentarios e incluso, postularon un candidato presidencial.
El partido fue registrado para estas elecciones como 14° y último partido en político. Beukes, el candidato presidencial del partido, obtuvo solamente 1.005 votos, obteniendo el último lugar en la lista de los candidatos a la presidencia de Namibia. Mientras tanto, el PCN obtuvo 810, siendo el partido con menor cantidad de votos en estas elecciones, sin lograr un solo escaño para la Asamblea Nacional. Beukes obtuvo la mayoría de sus votos en la circunscripción de Mariental Rural en la región de Hardap y el PCN obtuvo la mayoría de sus votos en la provincia de Hardap.

### 2014
El PRT participó nuevamente en las elecciones generales de 2014 bajo su nombre original. Obtuvo el 1.49% de los votos y logró obtener 2 escaños en la Asamblea Nacional de Namibia.